# Cupido praxiteles
Cupido praxiteles är en fjärilsart som beskrevs av Felder 1862. Cupido praxiteles ingår i släktet Cupido och familjen juvelvingar. Inga underarter finns listade i Catalogue of Life.